# Sentinel-1
Sentinel-1 es un satélite artificial de órbita polar de la ESA dentro del Programa Copérnico destinado a la monitorización terrestre y de los océanos. Fue lanzado al espacio el 3 de abril de 2014 desde el puerto espacial de Kourou, en la Guayana Francesa, mediante un cohete Soyuz.
Su instrumento principal es un radar de apertura sintética (SAR) en la banda C, el cual es utilizado con frecuencia para la vigilancia del tráfico marítimo, el hielo marino, los derrames de petróleo, los terremotos y los deslizamientos de tierra y para la creación de cartografía. El gran activo de cualquier satélite SAR es que puede proveer imágenes durante el día y la noche y en cualquier condición meteorológica. Aunque se puede extraer información de las imágenes del SAR capturadas per se, por lo general estas imágenes se procesan posteriormente para su análisis.